# Indische veldrietzanger
De Indische veldrietzanger (Acrocephalus concinens) is een zangvogel uit de familie Acrocephalidae (rietzangers).

## Verspreiding en leefgebied
Deze soort komt voor in Azië en telt drie ondersoorten:
- A. c. haringtoni: van Afghanistan tot noordwestelijk India.
- A. c. stevensi: noordoostelijk India, Bangladesh en Myanmar.
- A. c. concinens: centraal en oostelijk China.